# سبزقبای زمینی پولک‌دار
سبزقبای زمینی پولک‌دار(نام علمی: Geobiastes squamiger) نام یک گونه از تیره سبزقبای زمینی است.